# W. A. Arnold & Co.

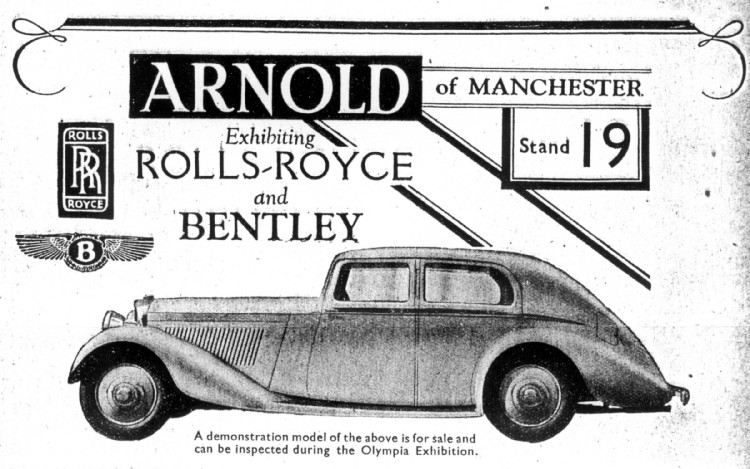
Werbeanzeige von W.A. Arnold & Co. (1935)

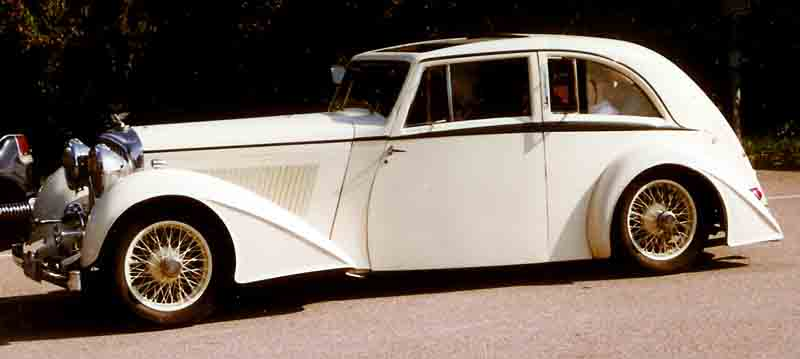
Bentley 3 ½ Litre Airline mit Arnold-Karosserie (1934)

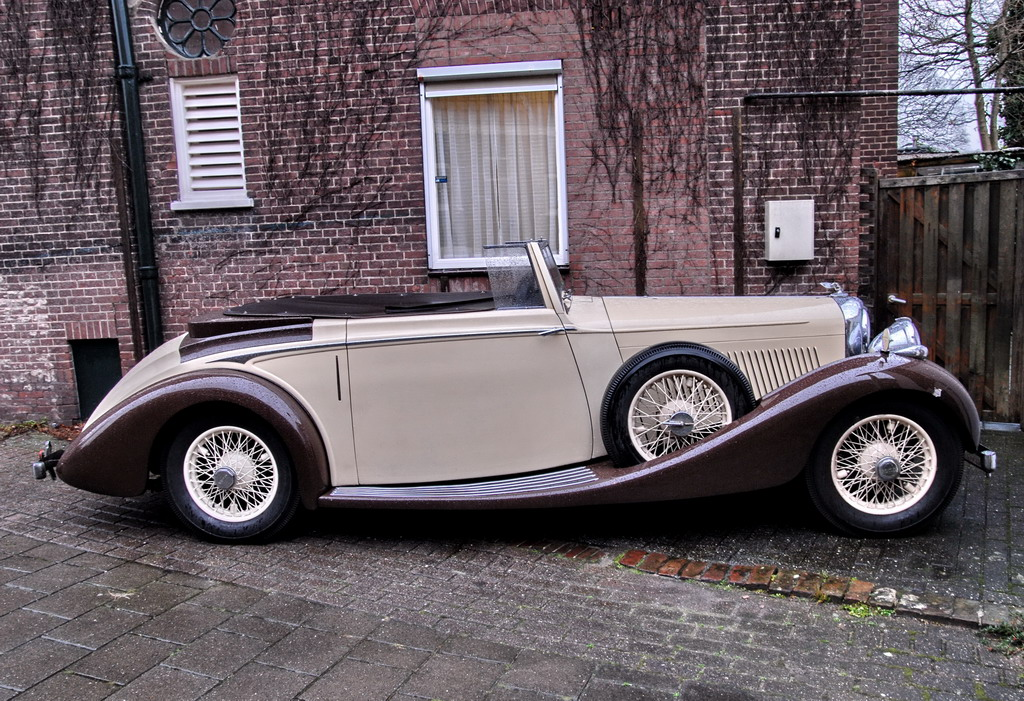
Bentley 4¼ Litre Convertible mit Arnold-Karosserie (1937)

W. A. Arnold & Co. (auch: Arnold of Manchester) war ein britischer Hersteller von Automobilkarosserien, der von 1910 bis 1939 in erster Linie individuelle Sonderaufbauten für hochwertige Chassis europäischer Automobilproduzenten entwarf und fertigte. Das Unternehmen hatte überwiegend regionale Bedeutung, galt aber in der Zeit zwischen den Weltkriegen als einer der exklusivsten britischen Coachbuilder. 

## Unternehmensgeschichte
Das in Manchester ansässige Unternehmen wurde von William A. Arnold gegründet. 1910 entstanden die ersten Aufbauten für Automobile. Nach dem Ersten Weltkrieg wurde Arnold zum bevorzugten Karosseriehersteller für die örtliche Oberschicht: Wohlhabende Kunden aus Manchester und Umgebung ließen ihre Autos in den 1920er-Jahren zumeist nicht bei Londoner Betrieben, sondern bei W.A. Arnold einkleiden. Zu dieser Zeit stellte Arnold Aufbauten für Bentley, Crossley, Daimler, Hispano-Suiza und Lanchester; ab 1931 kamen auch Chassis von Rolls-Royce hinzu. Viele der Fahrzeuge wurden als sogenannte Arnaulets eingekleidet, d. h. in einer besonderen Form des Landaulet. 
Arnolds Entwürfe galten als elegant, aber nicht übermäßig modisch. Eine Ausnahme waren einige als Slip Stream oder Airline bezeichnete zwei- und viertürige Aufbauten für den Bentley 3 ½ Litre, die ab 1935 entstanden und ein angedeutetes Fließheck hatten. Mit ihnen nahm Arnold das wachsende Interesse der Kunden an aerodynamisch gestalteten Karosserien auf.
In den 1930er-Jahren diversifizierte Arnold das Angebot. Neben den individuellen Karosserien für sehr wohlhabende Kunden fertigte Arnold nun auch mehr oder weniger standardisierte Sonderaufbauten für britische Mittelklassechassis der Standard Motor Company (bis 1933) und von Humber (bis 1939). Auch hier wurden jeweils Arnaulet-Versionen angeboten.
Nach dem Zweiten Weltkrieg versuchte Arnold, die individuelle Fertigung von Karosserien wieder aufzunehmen, gab das Vorhaben aber früh wieder auf. Danach war das Unternehmen im Autohandel tätig.